# Самаритянське П'ятикнижжя
Самаритянське П'ятикнижжя, або Самаритянська Тора (іврит: תורה שומרונית (тора́ шомроні́т)) — Святе Письмо самаритян, записане одним з різновидів палеоєврейського шрифта. З точки зору тестології письмо відрізняється від єврейської Тори, що увійшла до складу Танаха. Але ці відмінності лише стосовно орфографії та деяких доктринальних моментів. На сьогодні досі стоїть під питанням час створення та формування Самаритянського П'ятикнижжя.
Між Самаритянським П'ятикнижжям і Масоретським текстом існує приблизно шість тисяч відмінностей, більшість з яких, незначні написання слів або граматичних конструкцій. Інші ж являють собою значні семантичні зміни, як наприклад: унікальна самаритянська заповідь збудувати вівтар на горі Герізім.
Самаритянське П'ятикнижжя стало вперше відомим Західному світу в 1620-і роки за рукописом, привезеним П'єтро делла Валле з Сирії. Сам текст Самаритянського П'ятикнижжя був опублікований у складі Паризької (1645) і Лондонської Поліглотти (1657). Найдавніші збережені рукописи датовані XII—XIII століттями. Самі ж наукові видання були здійснені у Великій Британії та Німеччині в XIX—XX століттях. Під час дослідження, які продовжилися в США та Ізраїлі, у складі Кумранських знахідок були виявлені і сильно фрагментовані рукописи прото-самаритянського тексту, відмінності якого від сучасного не суттєві. Отож, Самаритянське П'ятикнижжя має більше 6000 відмінностей від масоретського тексту, але в 1900 місцях, все ж таки, узгоджена з Септуагінтою. Першим переклав на англійську мову Самаритянську Тору та випустив її. був Беньямін Цдакі Шерон Салліван в 2012 році

## Походження Самаритянської традиції

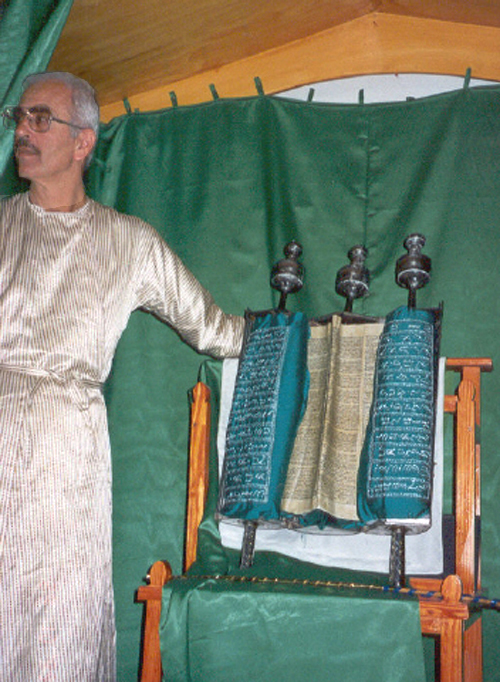
Самаритянин і Самаритянська Тора

Самаритяни стверджували, що євреї відокремилися від істинної (самаритянської) течії в юдаїзмі в XI ст. до н. е. Талмудична традиція для цього використовує текст 2 Царів 17:24-34, де говориться, що самаряни були народом, поселеним у Палестині ассирійцями після розгрому Північного царства. Їх прозвали уродженцями Кути — області Ассирії (або кутіями — івр. כותים) (існує також паралельна традиція, представлена у Йосипа Флавія, Юдейські старожитності, IX, 14:3). Але цю точку зору підтримував лише М. Гастер. Згідно з дослідженнями, опублікованими в 1990-ті роки (в тому числі Дж. Д. Пурвисом і А. Д. Крауном), самаритяни відокремилися від юдеїв у період перського завоювання, а остаточно розкол стався в 128 році до н. е., коли Іван Гіркан I зруйнував Храм колишнього Північного царства в Сихемі (Йосип Флавій, Юдейські стародавності, XIII, 9:1). На це вказує і самаритянська палеографія, яка склалася під час правління Хасмонеїв.
Існує версія, що сувої П'ятикнижжя могли потрапити в Самарію разом з сином первосвященника  Ел'яшіва, одруженого з самаритянкою, дочкою Санваллата І, якого Неємія вигнав з Єрусалиму (Неєм 13:28). Йосип Флавій говорить по те, що брат юдейського первосвященника Яддуя на ім'я Менаше був одружений з Нікасо, дочкою Санваллата. Санваллат запропонував йому переїхати в Самарію, де він збирався побудувати Храм на горі Герізим (Юдейські старожитності, 11.7.2). Однак, Йосип Флавій цю історію ставить в інший історичний контекст, а саме в часи правління Дарія III.
Також самаритяни вірять, що автором їхнього П'ятикнижжя є Бог, який дав Мойсею її перший примірник разом із двома скрижалями, на яких було написано Десять заповідей. Вони вірять, що вони зберегли цей текст божественного авторства, без виправок, до сьогодення. Самаритяни зазвичай називають своє П'ятикнижжя קושטה («Істина»).
Згідно з поглядом, заснованим на біблійній Книзі Езри (Езра 4:11), самаритяни є народом Самарії, які відділилися від народу юдейського у перський період. Але самаритяни вважають, що не вони відділилися від юдеїв, а юдей відділилися від істинного напряму юдаїзму у часи Ілії, в 11 ст. до н. е. А євреї традиційно пов'язували походження самаритян з пізнішими подіями, описаними у 2-й книзі Царів 17:24-41, заперечуючи, що самаритяни споріднені не з ізраїльтянами, але з народом, приведеним до Самарії ассирійцями.

## Самаритянське П'ятикніжжя та інші стародавні тексти

### Самаритянське П'ятикнижжя та література Кумрану
Важливою групою ранніх текстів, знайдених у Кумрані, є група, що характеризується гармонійними розширеннями і мовними спрощеннями, подібними тим, які були знайдені в Самаритянському П'ятикнижжі. Ці тексти включають в палео-івриті, 4QpaleoExodm (Сандерсон 1986); інші — в квадратних Арамейського письма, 4Q158, 4QTestim (Алегро 1956; Скехан 1957); і неопубліковані тексти, 4QNumb (Крос 1961:186; 1963 бюлетень), 4Q364, і 4QDeut. Вчені посилаються на ці тексти, які самі демонструють складну схему угод і розбіжностей один з одним і з певними відступами, як прото-самаритяни. Саме такий текст самаритяни включили до соєї Тори, трохи змінивши його. Сандерсон (1986:308) зробив по цьому висновок, що «самаряни використовували біблійний текст, який є дуже природним нащадком текстів, які інші групи також використовували в той час», включаючи «сектантські» читання.

### Самаритянське П'ятикнижжя і Новий Заповіт
Заява Стефана про те, що Авраам пішов в Ханаан після смерті Тераха, (Дії 7:4), підтверджується хронологією Самаритянського П'ятикнижжя, на відміну від масоретського тексту. Згідно з єврейською Біблією, Терах помер, коли йому було 205 років, але в такому випадку, Авраамові на час смерті Тераха мало бути 135 років, що протирічить Бут 12:4 (Бут. 11:26). Так, з Самаритянським П'ятикнижжям, Терах помер, коли йому було 145 років, що не противоречіть твердженням Стефана в Дії 7:4.
В Дії 7:5 Стефан цитує кн. Повт. 2:5, використовуючи слово klěronomia, єврейським значенням якого є слово yršh. Це слово з'являється тільки в Самаритянському П'ятикнижжі, але не в МТ або LXX. У тій же проповіді (7:32) Стефан цитує з Самаритянського П'ятикнижжя і з кн. Повт. 3:6, а не з LXX або MT. У Дії 7:37 він несподівано повторює уривок з Повт. 18:15 так схожий на Самаритянське П'ятикнижжя. Нарешті, автор послання до Євреїв згадує деякі деталі, які більше схожі з текстом Самаритянського П'ятикнижжя, ніж з МТ або LXX. Наприклад, в Євр 9:3-4 автор каже, що золотий вівтар знаходився за другою завісою, як про це говориться в Самаритянському П'ятикнижжі. Можливо, деякі автори НЗ використовували прото-Самаритянський текст.

### Самаритянське П'ятикнижжя і Септуагінта
Як ми вже зазначили, за даними Cassellus, Самаритянське П'ятикнижжя погоджується з LXX проти MT 1900 читаннях, і що, відповідно Gesenius, це краще всього пояснити як залежність від раніше поширеної рецесії. Waltke у (1965: 226-56) сортуванні перших десяти глав кн. Вихід привів його, щоб погодитися з Gesenius, що Самаритянське П'ятикнижжя і LXX випливає з раніше відомою традицією, і з Венером (1911:217). Тим не менш, Самаритянське П'ятикнижжя більш тісно пов'язане з МТ.

### Самаритянське П'ятикнижжя і Книга ювілеїв
Книга ювілеїв була датована Чарльзом між 135 і 105 роками н.е. (1917:ХХІХ–ХХХ), Але Цейтлін (1939:3-8) заперечує це тим, що вона була написана: “на початку часів другої єврейської Співдружності раніше Елліністичного періоду".

## Місце Самаритянського П'ятикнижжя у біблійній традиції
Самаритяни не визнають бого-натхненності більшості текстів, які входять до складу єврейського Танаха, бо вважають Священним Писанням лише П'ятикнижжя. Також вони заперечують і деякі моменти, які розкриті в інших книгах канону старозавітного богослов'я. З інших текстів Танаха в самаритянської літературі представлена «Книга Ісуса Навина», текст якої відрізняється від єврейського. Також самаритяни мають книгу «Сефер ха-ямин», в яку входять тексти з біблійних книг Ісуса Навина, Суддів, Царств і Хроніки. У західній біблеїстиці її іменують «Хроніки-II» (англ. The Samaritan Chronicle № II). Ці книги вважаються історичними, а не священними. Отож, Самаритянське П'ятикнижжя — не переклад. Сам текст Тори був переписаний у багатьох примірниках однієї з різновидів палеоеврейського шрифта — так званим самаритянським, — він має лише консонантну основу. Е. Тов стверджував, що назва «самаритянське» не цілком коректно, оскільки дана текстологічна традиція мала безліч паралелей в стародавньому Ізраїлі, а в 1940-е роки з'ясувалося, що змістовні особливості та текстуальні форми виявлялися в одній з традицій, представлених в Кумрані. Е. Тов також пропонував використовувати по відношенню до стародавніх знахідок термін «прасамаритянський текст». Але цей термін не затвердився в історіографії, тому його перемейнували як «прото-самаритянський», оскільки він не містить самаритянських ідеологічних особливостей.
Судячи з кумранських знахідок, прото-самаритянський текст став формуватися не раніше III століття до н. е. Юдео-самаритянського розколу, мабуть, не було як такого: сектантські редакції часів руйнування Другого Храму несли деякі найважливіші самаритянські доктринальні особливості — особливе місце гори Герізім, активне неприйняття будь-яких проявів Божества, надання сакрального статусу тільки Книг Мойсея. Ці особливості дозволили Р. Андерсону і Т. Джайлсу охарактеризувати Самаритянське П'ятикнижжя як текст, який зв'язує біблійну традицію Другого Храму і вузьку сектантську групу.
Коли самаритянські тексти вперше були відкриті європейськими вченими XVII століття, з'ясувалося,що сам палео-єврейський шрифт, яким були написані самаритянські тексти, вважався як доказ їх глибокої давнини або навіть оригінальності. Однак біблійна текстологія, розвиток якої почався приблизно в той же час, призвела до недооцінки самаритянської традиції, яка особливо яскраво проявилася в працю Ст. Гезеніуса 1815 року. Ця позиція зберігалася до самих кумранських знахідок, а деякі дослідники повторювали тезу про несуттєвість самаритянського П'ятикнижжя для відновлення стародавнього біблійного тексту до 1990-х років.

## Текстуальні особливості Самаритянського П'ятикнижжя

#### Синагогальний сувій Самаритянської Тори з гори Герізім
Особливості Самаритянського П'ятикнижжя описуються через порівняння їх з масоретським текстом. Класифікацію цих особливостей запропонував в 1815 році Ст. Гезеніус, якою ж активно користуються самі дослідники. У літературі часто повторюється оцінка Б. Уолтона, яка була зроблена за неавторитетних рукописів і застарілих видань, дана їм у Лондонській Поліглоті (том 6, 1657): він нарахував 6000 різночитань між Самаритянским і масоретским текстами П'ятикнижжя і 1900 з них збігалися з Септуагінтой. Ізраїльський вчений Целиг Метал (івр. זליג מטל) в монографії 1979 року «Самаритянська версія П'ятикнижжя в єврейських джерелах» спробував заново зібрати аналогічний матеріал, але це нічого не змінило. Пізніше у 1994 році в Єрусалимі була захищена дисертація Кім Геннэ (кор. 김경래, англ. Kim Kyung-Rae), в якій були заново зіставлені текстуальні традиції. Так було виявлено 964 збігу Самаритянського П'ятикнижжя і Септуагінти проти масоретського тексту, але 471 збіг був спірний, який відображав загальну экзегетичну тенденцію до гармонізації. Отож, за висновками автора, Самаритянське П'ятикнижжя представляє самостійна течія в історії біблійного тексту, яка не вважаться допоміжним засобом у біблеїстиці.
За Е. Тов, кумранські знахідки дали зрозуміти, що зміни, внесені самаритянами свого П'ятикнижжя, не надто великі, але фрагментарність і мала кількість про-самаритянських текстів не дозволяють точніше визначити всі типи відмінностей. Довгий час традиція прочитання П'ятикнижжя ґрунтувалася на усній передачі, хоча самаритяни розробили систему запису голосних звуків, що застосовується тільки в пізніх рукописах і вкрай непослідовно. Тільки в XIX—XX століттях самаритяни стали переписувати рукописи з повною отголоскою — але завжди для використання за межами громади. На ранньому етапі переписування П'ятикнижжя дозволяло велику текстологічну свободу, але пізніше була створена власна самаритянська Масора, іменована парашийот (פַּרְשִׁיוֹת). По мірі оформлення самаритянської доктрини передача тексту стала такою ж суворою, як і в єврейській масоретскій традиції.

## Особливості прото-самаритянського тексту
Для Старого Заповіту характерним є: викладати заповіді детально, а про їх виконання згадувати коротко. Так, у самаритянському тексті, розповідь про виконання заповідей описано докладно, за рахунок повторення самих заповідей, а це свідчить про те, що заповідь виконана. Це стосується божественних вказівок в перших розділах книги Вихід, в першу чергу - вказівка до Мойсея і Аарона застерегти фараона перед кожною з страт. Опис застереження знаходиться ще в Кумранському і про-самарітянському рукописах 4Qpaleo-Exodᵐ і далі в сучасному самаритянському тексті. Книга Повторення осмислювалось як «повторення» того, про що говорилося в попередніх чотирьох книгах. Наприклад, до історії про збори на Синаї (Вих. 20) в самаритянському тексті доданий фрагмент з Повт. 18: 18-22, який на перший погляд не відноситься до цієї події, але був доданий в зв'язку з вмістом Повт. 18:16: в історії про Синай, закріпленої в масоретському тексті, немає явного згадування епізоду «поставлення пророка», в зв'язку з чим виникла необхідність додати його в цьому місці. Аналогічні додавання є в кумранських рукописах. Тексти 1 - 3 глав кн. Повторення, паралельні з деякими розділами книг Вихід і Числа, піддавалися гармонізації. Наприклад, історія про призначення Мойсеєм суддів існує в двох варіантах, в яких відрізняються якості цих суддів. Так в Вих. 18:21 вони «люди здатні, богобоязливі, люди правдиві, не терплять користі», а у Повт. 1:13 «Люди мудрі, розумні і досвідчені». В рукописи 4Qpaleo-Exodᵐ текст Повт. 1: 9-18 повторюється як складова частина Вих. 18: 24-25, тобто відмінності між книгами зведені до мінімуму. Такі приклади «поліпшення» тексту досить численні, як у великому, так і малому масштабі.

## Самаритянські особливості
Основні зміни, які пов'язуються дослідниками з самаритянською ідеологією, стосуються поширеного у кн. Повторення вираження «місце, яке обере Господь». Це відноситься до головного місця бого-поклоніння. У всіх текстах Старого Завіту, де під центральним місцем поклоніння мається на увазі Єрусалим, самаритяни замінили його власним культовим центром — горою Герізім. Така зміна особливо помітно в Декалозі в додаванні до тексту десятої заповіді уривка про святість гори Герізім. Дана заповідь цілком складена з віршів Тори, в яких позначена гора Гебал, яка є тим місцем, де народу Ізраїлю велено було спорудити жертовник після переходу через Йордан. Однак існує версія, що це давнє не сектантське прочитання, оскільки в деяких старо-латинських рукописах також існує заміна Гебала на Герізім.
У контексті цього вираження, «місце, яке обере Господь», — це вказівка на Єрусалим, але його назва не згадується, оскільки він ще не був завойований у часи Мойсея. На думку ж самаритян, ще в епоху Патріархів був обраний Сіхем (Бут. 12:6 і Бут. 33:18-20), тому форму майбутнього часу вони змінюють на минуле «обрав» (як у Повт. 12:5). Ймовірно, що ця зміна стосується прочитання в минулому часі фрагмента кн. Вих. 20:21 і далі. Інший приклад: у Бут. 48:16 слово «ангел» (д.-євр. מלאך, малеах) було замінено на близьке по написанню «цар» (מלך, мелех). Стосовно всіх цих питань, коли саме були внесені ці зміни і на який рукописній традиції вони засновані, вони залишаються відкритими.
Інші відмінності:
1.У кн. Вих. 23:19 Самаритянське П'ятикнижжя містить наступний уривок: дав.-євр. כי עשה זאת כזבח שכח ועברה היא לאלהי יעקב, що приблизно перекладається: «бо той, хто приносить в жертву, забуває і гнівить Бога Якова».
2.Різне розташування опису Жертовника воскуріння.
У Самаритянському П'ятикнижжі він знаходиться в кн. Вих. 26, тоді як в Масоретському тексті він у Вих. 30.
3. У книзі Чис. 4:14 Самаритянського П'ятикнижжя міститься наступний уривок: дав.-євр. ולקחו בגד ארגמן וכסו את הכיור ואת כנו ונתנו אתם אל מכסה עור תחש ונתנו על המוט, що приблизно перекладається: «І вони візьмуть пурпурове покриття і покриють умивальницю та підставу її, і вони покриють його в тахашеві шкури, і вони повісять його на тичину».
Специфічні самаритянські елементи, щодо десятої заповіді і прочитання в минулому часі, не зустрічаються в стародавніх кумранських рукописах. Навпаки, в них широко зустрічаються та поєднуються читання з кн. Повторення, Вихід і Числа і (в одному випадку) навпаки. Мень А. відносив повсюдну заміну в Книзі Буття імені Бога «Елохім» (у множині — дав.-євр. אֱלֹהִים) на єдине — «Ель» (אל), щоб уникнути навіть натяку на множинність богів.
Особливим питанням є причина, по якій самаритянська громада обрала для свого Священного Писання групу текстів, іменовану нині як прото-самаритянський.Але Е. Тов стверджує: «особливої причини не було»: такого роду тексти були поширені в Палестині, але відрізнялися від прото-масоретської традиції, причому всі п'ять книг Тори мали однакові особливості.

## Рукописна і друкована передача

### Прото-самаритянські знахідки в Кумрані
Серед Кумранських знахідок знайдені прото-самаритянські рукописи. З яких зберігся рукопис 4Qpaleo-Exodᵐ (4Q22). Цей рукопис містить значні фрагменти 43 стовпців тексту з книги (Вихід 6:25 з 37:16). Датування його спірне, оцінюючи проміжком 225-25 роками до н. е., але більшість дослідників схиляються до 100-75 років, а у 8-й колонці текст був виправлений приблизно чверть століття тому. Він несе всі основні риси сучасного самаритянського тексту за винятком заміни 10-ій заповіді на основі тексту 11 і 27-ї глав кн. Повторення.
До числа найстаріших кумранських рукописів взагалі відносять 4QExod-Levᶠ (4Q17[de]). Цей рукопис був переписаний, десь, до середини III століття до н. е.До його складу входять фрагменти книг Вихід і Левит, у яких помітні читання, доповнені книгою Повторення. Сувій 4QLevᵈ (4Q26) фрагментований (за різними оцінками, містить від 4 до 11 частин) і включає глави 14, 15 та 17 книги Левит, що датується 30-20 роками до н. е. В кн. Лев. 17:4 він містить читання, присутнє також в Септуагінті, але відсутнє в масоретському тексті. Велика кількість інших знахідок була дуже фрагментована, що ускладнює їх історію відновлення. У зв'язку з цим виділяється рукопис 4QDeutⁿ (4Q41), який був неохайно переписаний близько 30 року до н. е. На думку ізраїльського эпіграфіста Естер Ешель, це не був сувій Тори, а скоріш, зібрання біблійних текстів, що використовується у повсякденному літургійній практиці, що не є авторитетним текстом. Не зважаючи на це, характерні читання дозволяють віднести його до прото-самаритянської традиції. Дж. Р. Чарлсворт виявив в цьому документі фрагмент кн. Повт. 27:4, в якому читається «Герізім», де замість нього увійшов в масоретську традицію назва гори «Гебала».

### Рукописна традиція
Ні одного з рукописів Самаритянського П'ятикнижжя I тисячоліття н. е. так і не збереглося. Але, є свідчення, що Оріген при складанні Гексапли використовував якийсь
«Самаритикон». Це може бути грецький переклад прото-самаритянської версії.
За самаритянською традицією, вважається, що багато рукописів Тори і Книги Ісуса Навина було знищено. Це відбулося під час гоніння на євреїв при імператорі Адріані. Але, згідно тієї ж традиції, зберігся неушкодженим єдиний сувій П'ятикнижжя, який був переписаний при четвертому ізраїльському первосвященику Абіше, сина третього первосвященика Пінхаса, який жив при Ісусі Навині. Про це свідчить колофон, датований «13-м роком поселення дітей Ізраїля на землі Ханаанській». Із усіх дослідників тільки Д. Страгнелл погоджувався з тією традицією. Він стверджував, що т. зв. сувій «Сефер Абіша» був укритий самаритянами в Єгипті. Але інші дослідники датують сувій XIII—XIV століттями, коли він був знову «відкритий». За версією Джона Боумана, сувій Абіши був склеєний в XIV ст. з фрагментів різного часу, переписаних різними книжниками, причому найстаріший з фрагментів ставився до XII століття, який мав стати головною реліквією для різних груп самаритян. В 1352 році первосвященик Пінхас V бен Йосеф бен Узз вирішив об'єднати ці групи, видавши сувій за нібито раніше прихований на горі Геразім первосвящеником Уззі бен Амрамом бен Итамаром.
Достовірно датованих повних рукописів після XII століття не існує, не зважаючи на те, надійно зберігаються деякі фрагменти. Наприклад, у Бодлеанській бібліотеці і в Колумбійському університеті збережені фрагменти, що відносяться до IX століття.
Найдавнішим точно датованим текстом Самаритянського П'ятикнижжя є рукопис MS Add.1846, який належить до бібліотеки Кембриджського університету, і відноситься до XII століття. За підрахунками Ж. Ротшильда, існує приблизно 750 повних рукописів Самаритянського П'ятикнижжя, з яких 75 відносяться до XII століття, а 46 — до XIX сторіччя. Від XIII століття дійшло 37 сувоїв, до XIV століття належало 50, до XV століття — 60 рукописів. Але дуже багато рукописів XVI століття було втрачено. І все-таки було враховано 32 рукописи, переписаних у Наблусі в 1500-1552 роках. Також невелика кількість рукописів залишилося від XVII століття (11 примірників), за XVIII століття було переписано 30 рукописів, переважно писарів з сім'ї левитів в Наблусі між 1747-1785 роками.